# 19 germinal
19 ventôse 19 floréal
Le nonidi 19 germinal, officiellement dénommé jour du radis, est le 199e jour de l'année du calendrier républicain.
C'était généralement le 8e jour du mois d'avril dans le calendrier grégorien.